# Cosmia obscura
Cosmia obscura är en fjärilsart som beskrevs av Hoffmann och K. Cosmia obscura ingår i släktet Cosmia och familjen nattflyn. Inga underarter finns listade i Catalogue of Life.